# Русакова (река)
Русакова (Сановаям) — река на восточном берегу Камчатки, протекает по территории Карагинского района Камчатского края.
Названа казаками в начале XVIII века, так как проживающие близ реки в то время местные жители имели русское происхождение.
Берёт начало с восточных отрогов Срединного хребта, протекает преимущественно в юго-восточном направлении, впадает в Берингово море приблизительно в шести километрах к северу от устья Холюли. В низовьях русло разбивается на несколько рукавов, ближе к устью протекает по сильно заболоченной местности в окружении множества мелких озёр.
Длина реки — 93 км, площадь её водосборного бассейна — 1820 км².
В верховьях находятся термальные Русаковские источники. Крупный приток — Хухотваям.

## Данные водного реестра
По данным государственного водного реестра России относится к Анадыро-Колымскому бассейновому округу.
Код объекта в государственном водном реестре — 19060000312120000009622.